# 133 v.Chr.
133 v.Chr. is een jaartal volgens de christelijke jaartelling.

## Gebeurtenissen

### Italië
- Rome, wordt de eerste metropool met 1.000.000 inwoners. De stad heeft allerhande luxe, water wordt aangevoerd over acht aquaducten. Voedsel en voorraden komen aan in de haven Ostia, 20 kilometer stroomafwaarts aan de monding van de Tiber.
- Triberius Sempronius Gracchus wordt door het concilium plebis tot tribunus plebis verkozen. Hij voert een landhervorming in, om de kleine boeren in Etrurië te steunen met een lex agraria ("akkerwet") tegen grootgrondbezit. Gracchus streeft ernaar een groot deel van de grond onder de proletariërs te verdelen, met een perceel van ongeveer 125 ha per landeigenaar.
- Tiberius Sempronius Gracchus is een voorstander om de koningsschat van Pergamon, te verdelen aan de boeren. Dit roept verzet en onrust op onder de senatoren. Tijdens een volksvergadering op het Capitool, wordt hij en 300 politieke aanhangers door een gewapende straatbende onder Scipio Nasica doodgeknuppeld en gelyncht. Gracchus wordt ervan beschuldigd zich met de steun van het volk, tot dictator te willen laten uitroepen.

### Spanje
- Publius Cornelius Scipio Aemilianus Africanus verovert Hispania door een einde te maken aan het verzet van de Keltiberiers, na een beleg van acht maanden van de stad Numantia. De bevolking wordt bedreigd met uithongering en zelfmoord. Na de verwoesting van de stad, worden 4.000 overlevenden als slaaf afgevoerd naar Rome.

### Judea
- Antiochus VII Euergetes Sidetes, valt met het Seleucidische leger Judea binnen en belegert Jeruzalem. Hij eist in een vredesvoorstel van Johannes Hyrkanus, dat het Joodse vrijheidsleger alle wapens inlevert, een oorlogsschatting van 500 talenten betaalt en de stadsmuren gedeeltelijk afbreekt.

### Klein-Azië
- Attalus III Philometor Euergetes draagt na zijn overlijden per testament zijn koninkrijk over aan Rome. Eumenes III (133 - 129 v.Chr.) een bastaardzoon van Eumenes II weigert diens wilsbeschikking te erkennen en bestijgt de troon als laatste koning van Pergamon.

## Overleden
- Attalus III Philometor Euergetes (~171 v.Chr. - ~133 v.Chr.), koning van Pergamon (38)
- Tiberius Sempronius Gracchus (~168 v.Chr. - ~133 v.Chr.), Romeins consul en veldheer (35)